# Cantón de Saint-Georges-lès-Baillargeaux
El cantón de Saint-Georges-lès-Baillargeaux era una división administrativa francesa, que estaba situada en el departamento de Vienne y la región de Poitou-Charentes.

## Composición
El cantón estaba formado por cuatro comunas:
- Dissay
- Jaunay-Clan
- Saint-Cyr
- Saint-Georges-lès-Baillargeaux

## Supresión del cantón de Saint-Georges-lès-Baillargeaux
En aplicación del Decreto nº 2014-264 de 27 de febrero de 2014, el cantón de Saint-Georges-lès-Baillargeaux fue suprimido el 22 de marzo de 2015 y sus 4 comunas pasaron a formar parte del nuevo cantón de Jaunay-Clan.